# La Armuña

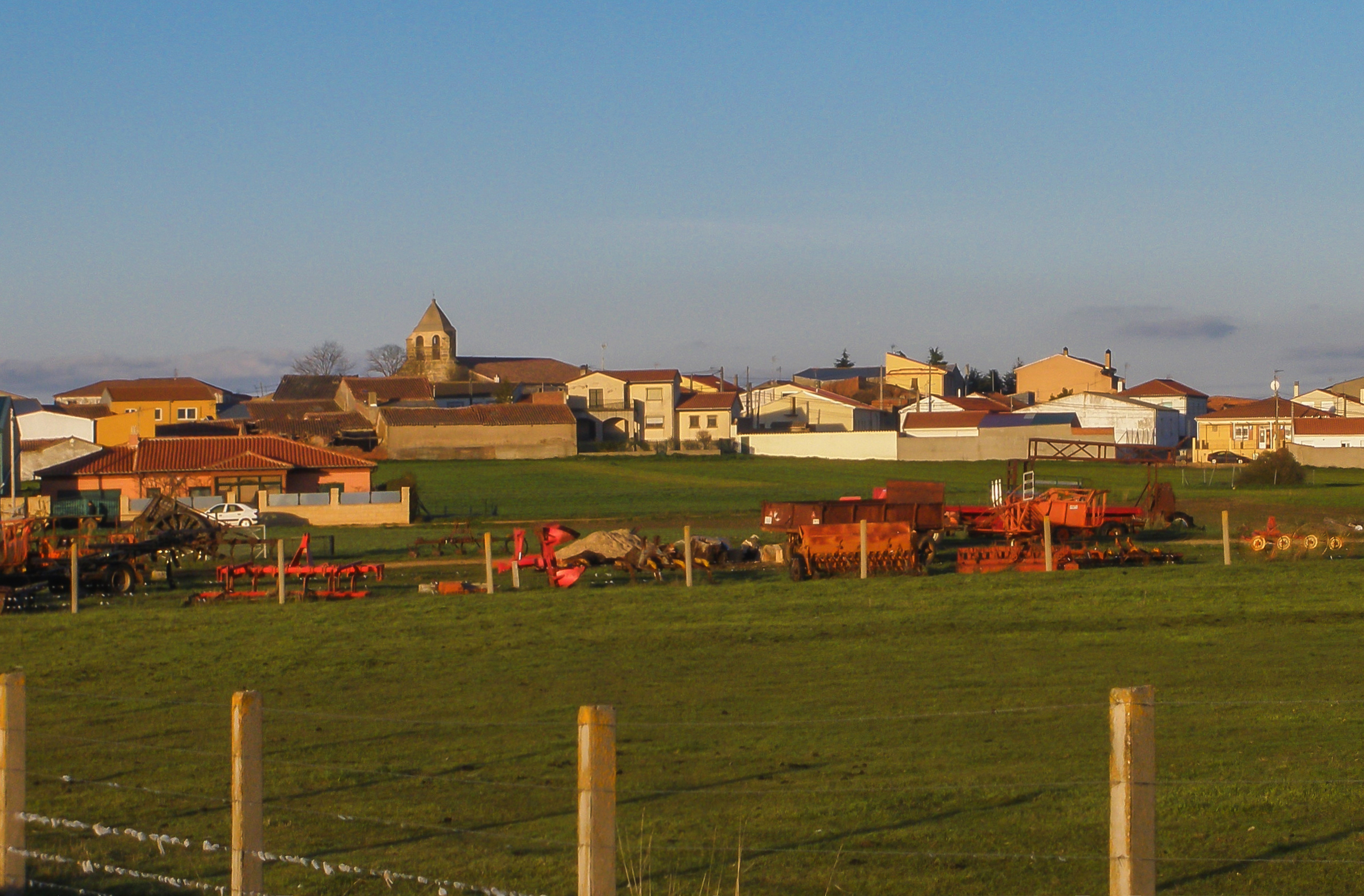
Panorámica de Tardáguila

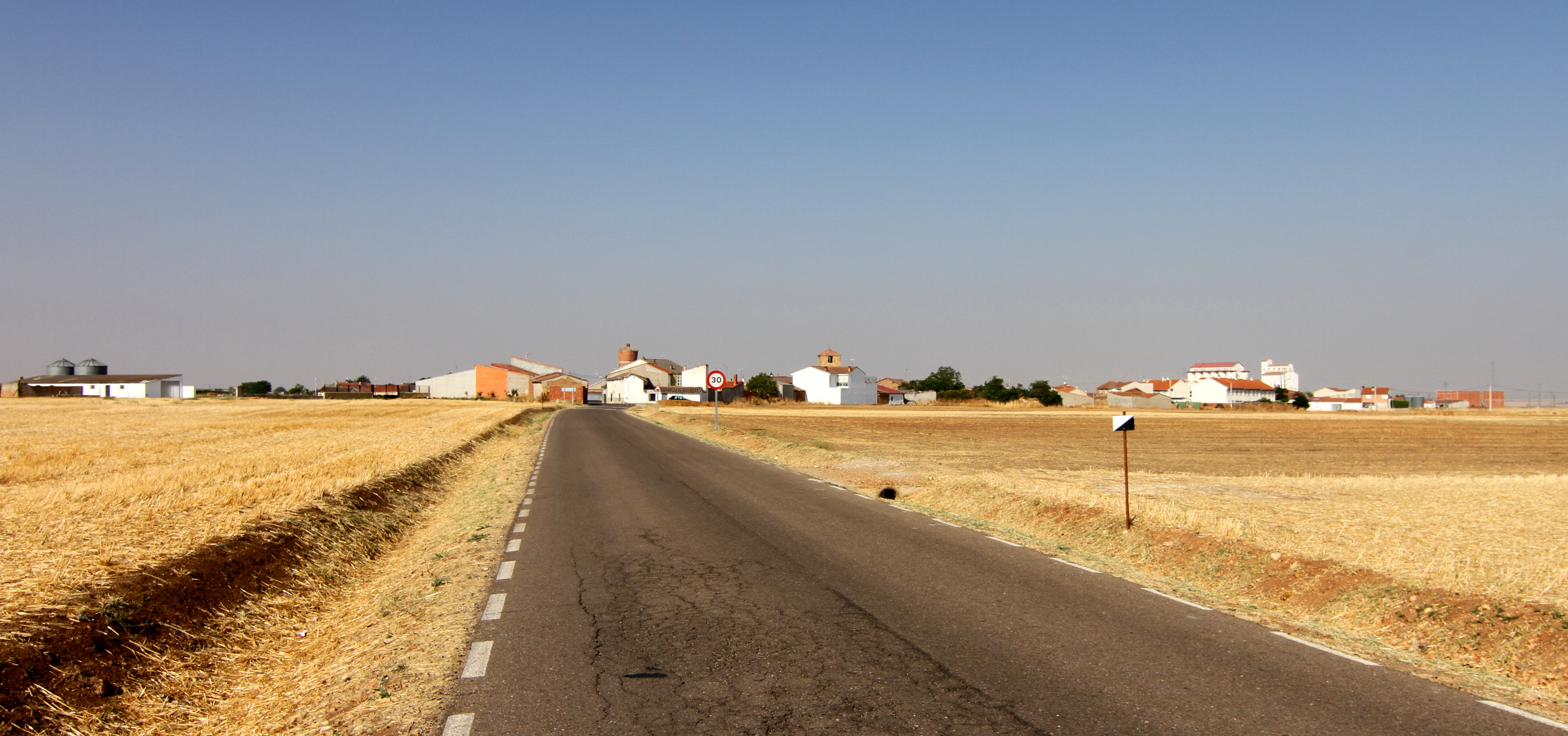
Gomecello, con el característico paisaje llano de La Armuña

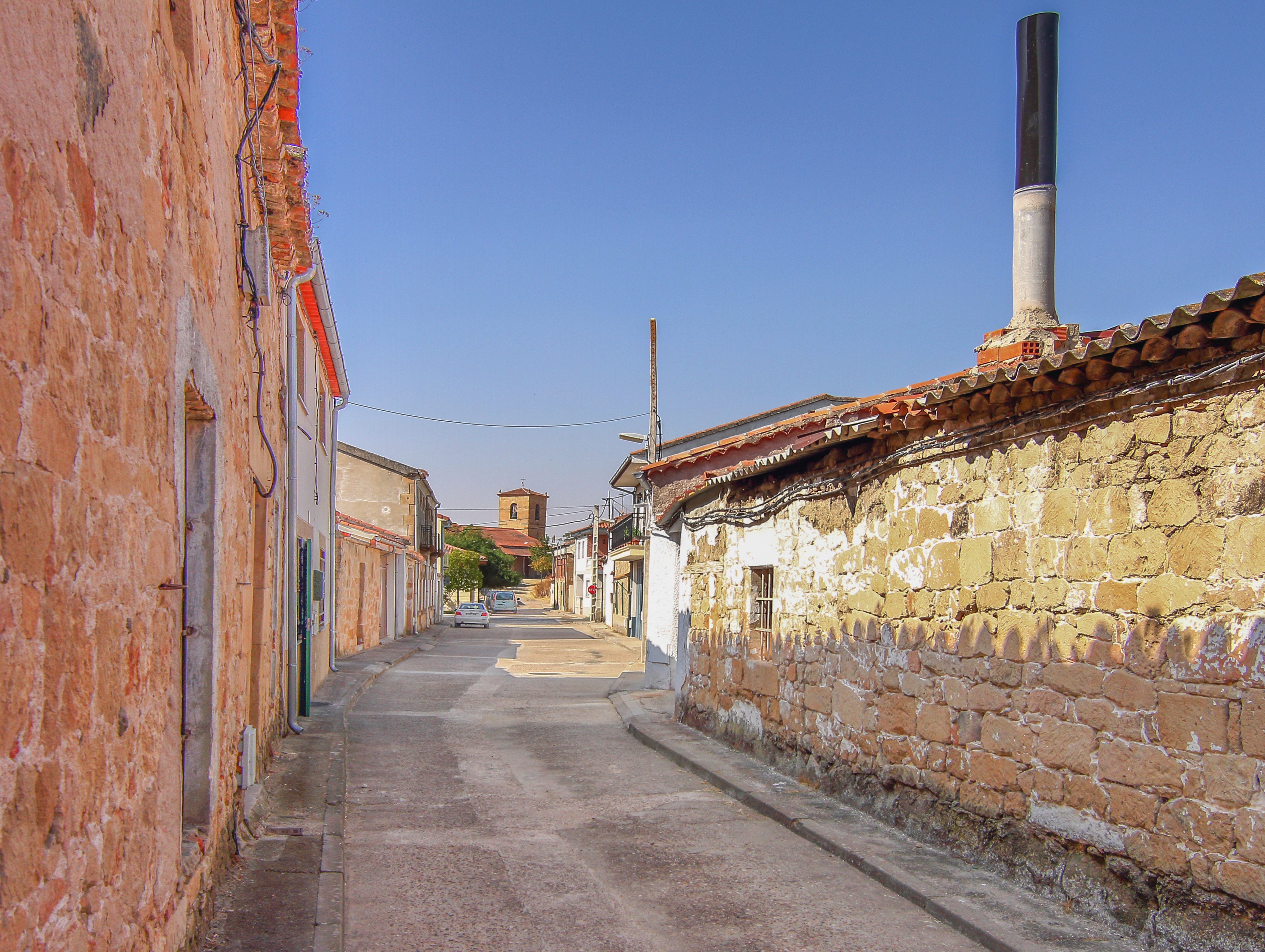
Una calle de Pedrosillo el Ralo

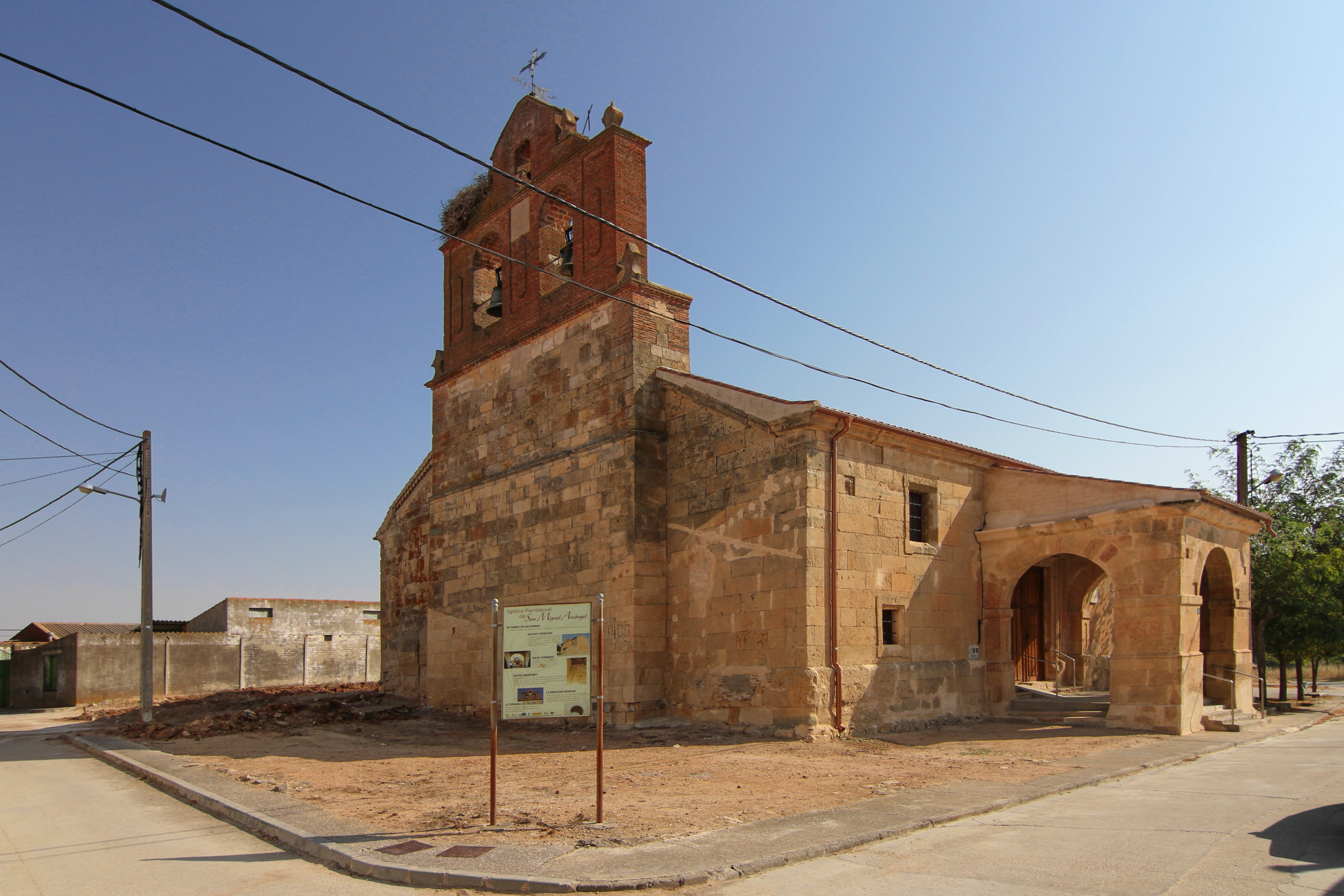
Iglesia de Pitiegua

La Armuña es una comarca de la provincia de Salamanca, en la comunidad autónoma de Castilla y León, España. Sus límites no se corresponden con una división administrativa, sino con una demarcación histórico-tradicional, cultural, geográfica y agraria.

## Geografía
La Armuña está situada al noreste de la provincia de Salamanca y ocupa una superficie de 700,47 km². Su paisaje se caracteriza por los diáfanos horizontes de sus campos de labranza (sobre todo de lenteja) sin elementos orográficos que interfieran la vista.

### Demarcación
Comprende 30 municipios: Aldeanueva de Figueroa, Arcediano, Cabezabellosa de la Calzada, Cabrerizos, Calzada de Valdunciel, Castellanos de Moriscos, Castellanos de Villiquera, El Pedroso de la Armuña, Espino de la Orbada, Forfoleda, Gomecello, La Orbada, La Vellés, Monterrubio de Armuña, Moriscos, Negrilla de Palencia, Pajares de la Laguna, Palencia de Negrilla, Parada de Rubiales, Pedrosillo el Ralo, Pitiegua, San Cristóbal de la Cuesta, Tardáguila, Topas, Torresmenudas, Valdunciel, Valverdón, Villamayor, Villares de la Reina y Villaverde de Guareña.
El lingüista Antonio Llorente Maldonado de Guevara situó a El Pedroso dentro de la comarca de Las Guareñas porque antiguamente no perteneció al Cuarto de Armuña sino al Cuarto de Valdevilloria, pero hoy pertenece a La Armuña tanto por características físicas como por tradición.
Por otro lado, cabe apuntar que La Armuña no posee capital de forma oficial, si bien algunos autores consideran a la localidad de La Vellés como el centro neurálgico o capital del territorio, aunque demográficamente el núcleo urbano de La Vellés (388 habitantes en 2022) posee menos habitantes que el de Gomecello (407 habitantes en 2022), así como que las localidades de la comarca que forman parte del área metropolitana de Salamanca.
Limita con Zamora al norte, con Las Guareñas y Las Villas al este, con el Campo de Salamanca al sur y con la Tierra de Ledesma al oeste.
| Noroeste: Sayago (Zamora)    | Norte: Tierra del Vino (Zamora) | Nordeste: La Guareña (Zamora) |
| Oeste: Tierra de Ledesma     |                                 | Este: Las Guareñas            |
| Suroeste: Campo de Salamanca | Sur: Campo de Salamanca         | Sureste: Las Villas           |

## Historia

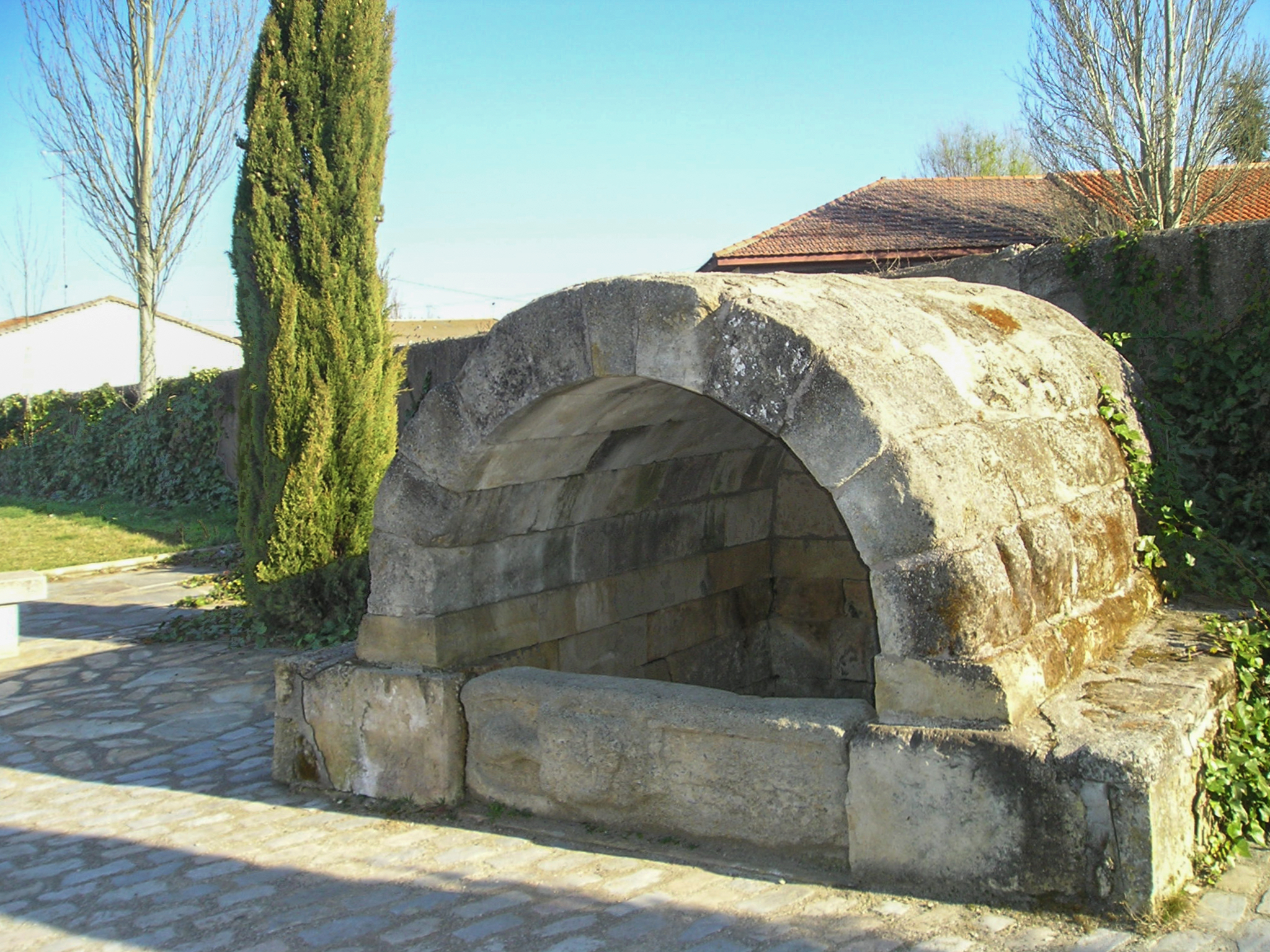
La Fuente Buena en Calzada de Valdunciel, de origen romano, en cuyo vaso se reutiliza una estela antropomorfa altoimperial

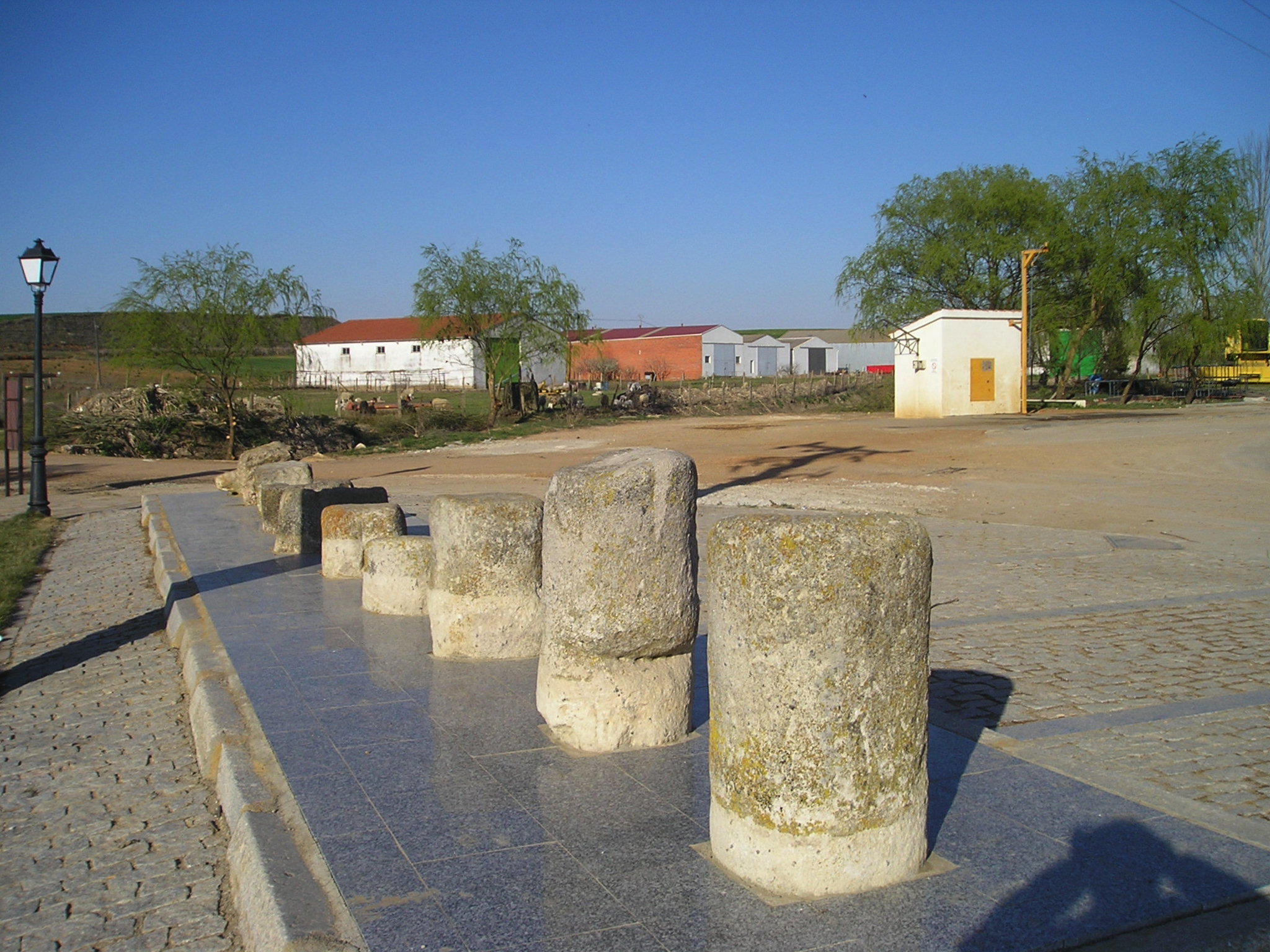
Miliario seccionado en Calzada de Valdunciel, junto al arroyo Valdunciel, por donde pasaba la Vía de la Plata, a unos 14 km al norte de Salamanca

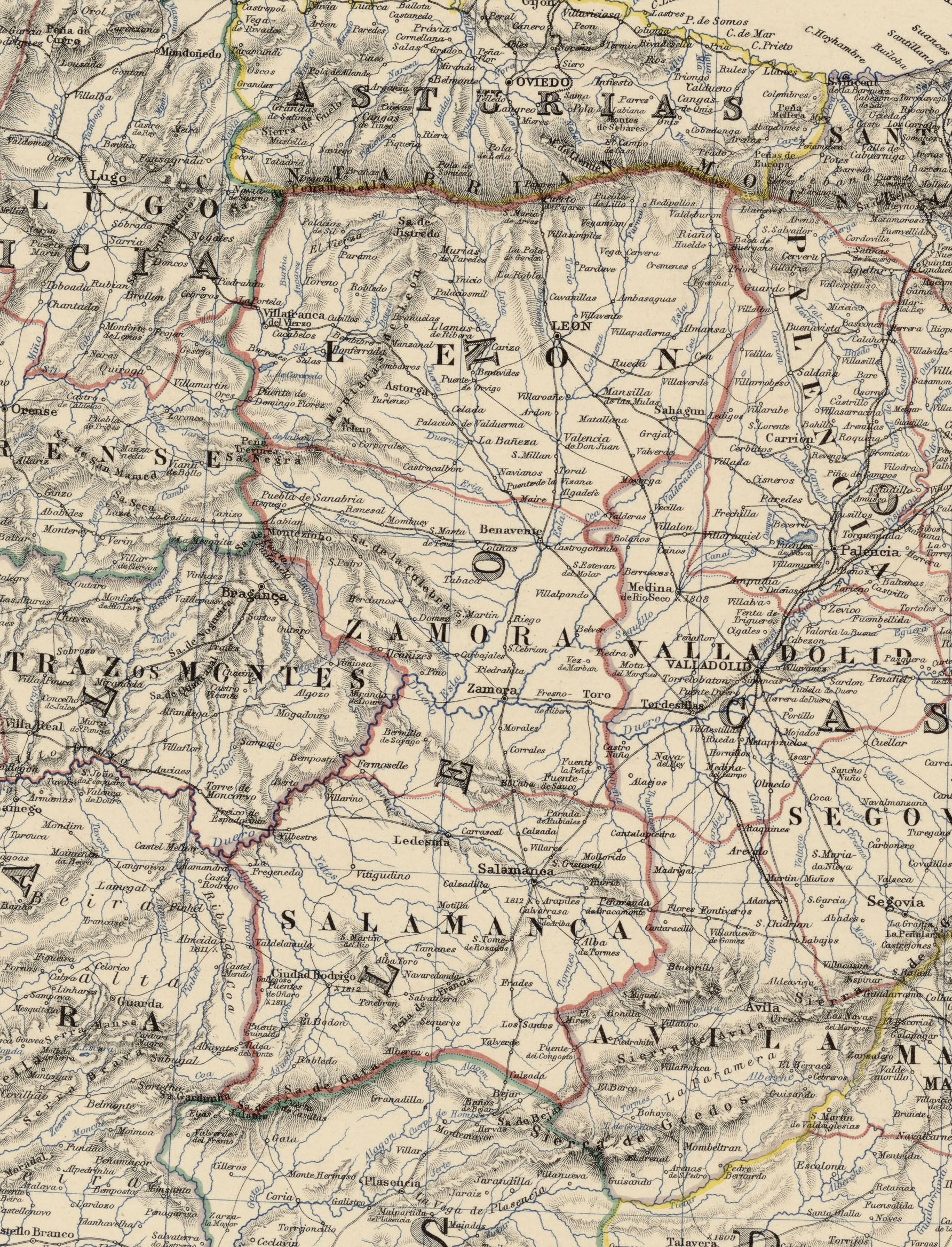
Detalle del mapa Spain & Portugal de 1864, por Keith Johnston, en el que aparecen Calzada de Valdunciel, Parada de Rubiales, San Cristóbal de la Cuesta y Villares de la Reina

El poblamiento, o cuanto menos, el trasiego humano en la comarca se rastrea ya en época romana, dada la existencia de importantes restos romanos en el entorno de la Vía de la Plata, como miliarios o la Fuente Buena de Calzada de Valdunciel.
En todo caso, la fundación de la mayoría de las actuales localidades se remonta a las repoblaciones efectuadas por los reyes leoneses en la Edad Media, habiéndose creado en esta época el cuarto de La Armuña que dio nombre a la comarca, quedando integradas casi todas las localidades de la comarca en el mismo, dentro de la jurisdicción de Salamanca y del Reino de León.
Asimismo, también en época medieval, cabe señalar la donación en 1136 de Topas y San Cristóbal de la Cuesta realizada por el rey Alfonso VI de León en favor del obispado de Salamanca, así como las de las localidades de Arcediano y Negrilla de Palencia, pasando a conformar señoríos catedralicios dependientes del obispo salmantino.
Ya en la Edad Contemporánea, con la creación de las actuales provincias en 1833, la comarca de La Armuña quedó encuadrada íntegramente en la provincia de Salamanca, dentro de la Región Leonesa, llegando en 1877 el ferrocarril a la comarca, al inaugurarse en dicho año la línea férrea Salamanca-Medina del Campo, poniéndose en servicio las estaciones de El Pedroso de la Armuña y Gomecello, así como los apeaderos de Pitiegua y Moriscos.
En el siglo XX, y en el contexto de la Guerra Civil, fue asesinado el alcalde democráticamente electo de la ciudad de Salamanca, Casto Prieto Carrasco, así como el diputado José Andrés y Manso, hecho que ocurrió en el monte de La Orbada en la madrugada del 28 al 29 de julio de 1936.

## Cultura

### Arquitectura tradicional
Es uno de los aspectos que da idea de la fuerte identidad cultural de la comarca y aunque está perdiéndose poco a poco con el paso de los años, los colectivos en defensa de la tradición apuestan por su recuperación conservando los rasgos arquitectónicos referentes a la apariencia exterior de las viviendas, aunque el interior evolucione hacia una disposición más moderna.
En el oeste de la comarca la casa típica armuñesa solía estar hecha de adobe, tapial y piedra arenisca mientras que en el este era más frecuente el uso del ladrillo macizo, propio del estilo mudéjar. Son elementos hoy sustituidos por el ladrillo moderno o la piedra, que solían y suelen presentarse sin revestimiento en la mayoría de los casos.
Uno de los elementos característicos de la arquitectura armuñesa es que un buen número de las casas que conforman sus núcleos de población cuenta con un patio trasero al que se puede acceder bien desde la casa o bien desde una «puerta carretera» desde la calle, que suele ser de grandes dimensiones y tiene un pequeño tejadillo decorativo. Hoy es comúnmente usada para la entrada de vehículos. El patio era antiguamente el corral o lugar donde se disponían retablos, pocilgas, gallineros y pajares junto a un característico pozo.
Las paredes solían ser muy anchas y en general se abrían pocas ventanas debido al clima continental presente, aunque en algunas paredes se obraban «luceras» o ventanucos necesarios para la aireación de la casa. A la vivienda se entra por lo que se denomina «portalillo», está techado y en él se encuentra la puerta principal. Dispone de «poyos» o asientos donde se disponían sus habitantes para conversar o pasar a la fresca las cálidas noches de verano, así como para acoger «a la abrigada» algunas tareas domésticas como la costura de la señora de la casa.
La parte habitable de la casa estaba organizada en varias estancias. Para acceder a cualquiera de ellas se pasaba por el «portal» que es lo que hoy llamaríamos vestíbulo y era utilizado frecuentemente como secadero de la matanza. En él se sitúa la escalera que da acceso al «sobrao» o piso superior diáfano que se utilizaba para almacenar la cosecha. Toda casa solía tener dos habitaciones para descansar y una cocina donde se realizaba la mayoría de la vida cotidiana pues era el lugar más cálido. Esta poseía un cuarto o despensa para guardar los alimentos y una chimenea en campana muy característica que ocupaba la mitad del espacio para desalojar bien los humos. Los calderos y los pucheros se sustentaban en las llares que se colgaban de las paredes. También hay que destacar la existencia de un cuarto cercano a la cocina que acogía el horno donde se elaboraba el pan.

### Traje
El típico traje armuñés de hombre está compuesto por una camisa bordada y deshilada en pecho y puños, un chaleco blanco decorado con cintas negras, felpillas de colores y lentejuelas metálicas que cierra con botones de filigrana y una faja bordada en la cintura.
El típico traje de novia armuñesa está compuesto por un jubón de terciopelo con aplicaciones de seda fucsia deshilada, dos sayas, una de refajo amarillo y otra de manteo marrón. Encima lleva un mandil, unas caídas de talle de seda negra y un colorido cinturón o «receñidero». Se cubre la cabeza con una mantilla o «sobina» en paño bordado y rematada con un ancho volante de seda. También lleva una faltriquera de terciopelo y un collar de coral, plata, pasta vítrea y azabache.

## Monumentos y lugares de interés

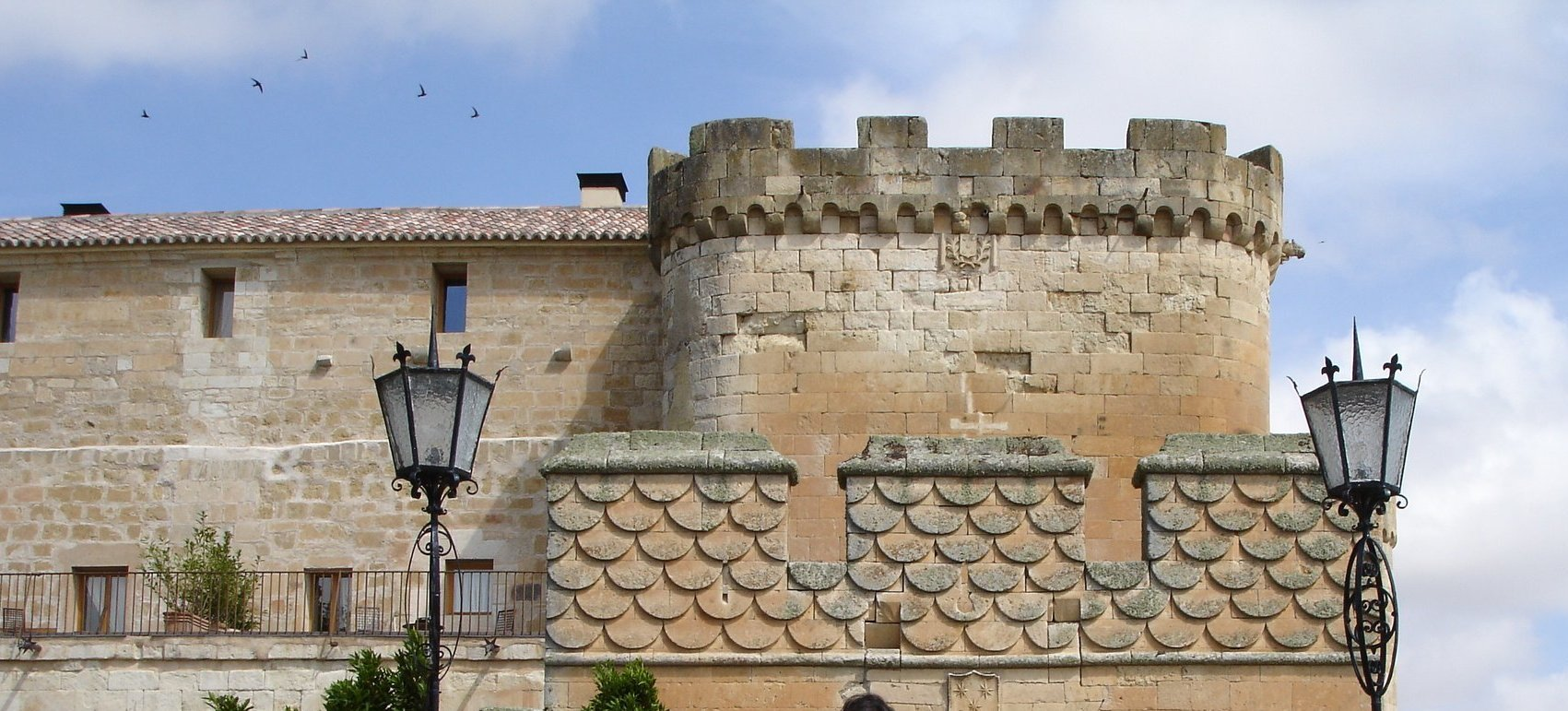
Castillo del Buen Amor

Son de especial interés artístico las iglesias parroquiales de Palencia de Negrilla, Villares de la Reina y Villaverde de Guareña, conocidas como las Catedrales de La Armuña por la espectacularidad de sus retablos y los tesoros artísticos que conservan.
Asimismo, cabe destacar en el extremo noroeste de la comarca el castillo del Buen Amor, en el municipio de Topas, en excelente estado de conservación, existiendo restos de otras fortalezas en la parte este de la comarca, como sería el castillo de Lagunas Rubias, en Aldeanueva de Figueroa, que fue erigido como parte del sistema militar del Reino de León en los siglos XII-XIII para la defensa de sus fronteras orientales.

## Administración y política

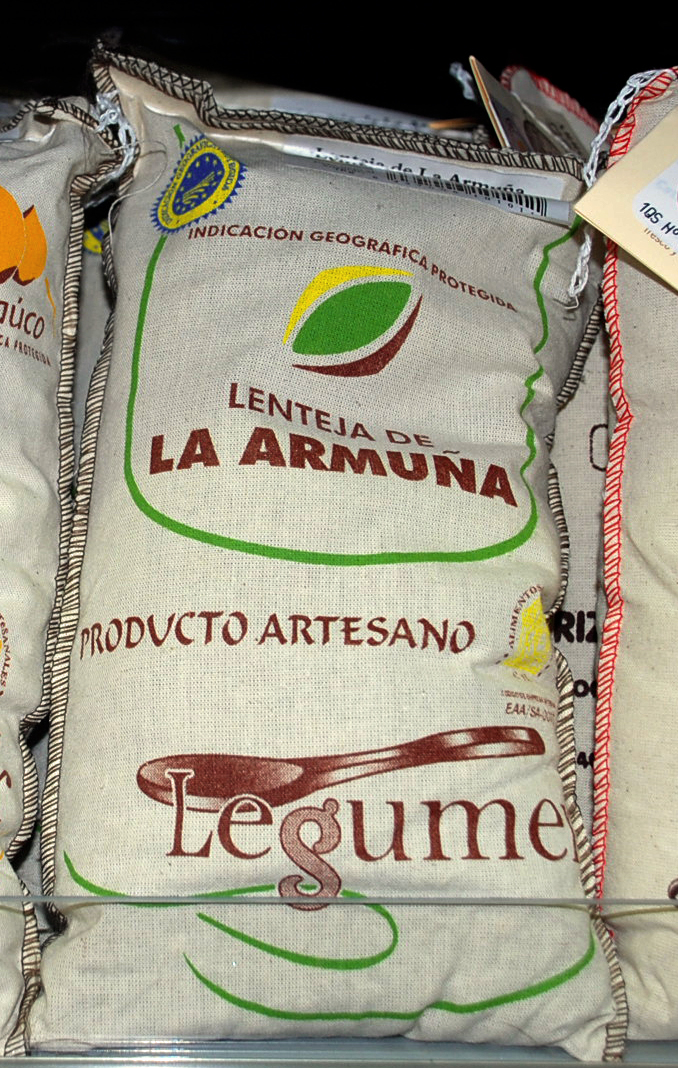
La lenteja de La Armuña tiene una Indicación Geográfica Protegida

Esta comarca, a pesar de su gran sentido de identidad, con características geográficas, económicas, sociales e históricas afines, no cuenta con el reconocimiento legal para su desarrollo administrativo. Lo más parecido a un órgano administrativo que la gobierne es su mancomunidad.
Los municipios que se incluyen en la Mancomunidad La Armuña son Aldealengua, Aldeanueva de Figueroa, Arcediano, Cabezabellosa de la Calzada, Cabrerizos, Castellanos de Moriscos, Espino de la Orbada, El Pedroso de la Armuña, Gomecello, La Orbada, La Vellés, Monterrubio de Armuña, Moriscos, Negrilla de Palencia, Pajares de la Laguna, Parada de Rubiales, Pedrosillo el Ralo, Pitiegua, San Cristóbal de la Cuesta, Tardáguila, Topas y Villaverde.

### Competencias de la mancomunidad
- Recogida de basuras y residuos sólidos urbanos y limpieza viaria.
- Prestación del servicio social y asistencia a domicilio a miembros de la tercera edad y necesitados cuando el mismo no sea prestado por otro órgano.
- Prestación del servicio de uso y utilización de pala retroexcavadora.
- Prestación del servicio para la realización o mejora de infraestructuras y arreglo de caminos.
- Prestación del servicio de fomento del empleo y formación profesional.
- Fomento del turismo y mejora y protección del medio ambiente.
- Construcción, adecentamiento, mejora y conservación de zonas verdes.
- Prestación del servicio de gestión laboral y administrativa.
- Prestación de los servicios de mantenimiento de las redes de alcantarillado y del alumbrado público (previa delegación por acuerdo municipal).
- Prestación del servicio de asistencia técnica, de planeamiento, de gestión urbanística y promoción pública de viviendas.
- Otros servicios de ámbito municipal recogidos en la Ley Reguladora de las Bases de Régimen Local.

## Economía

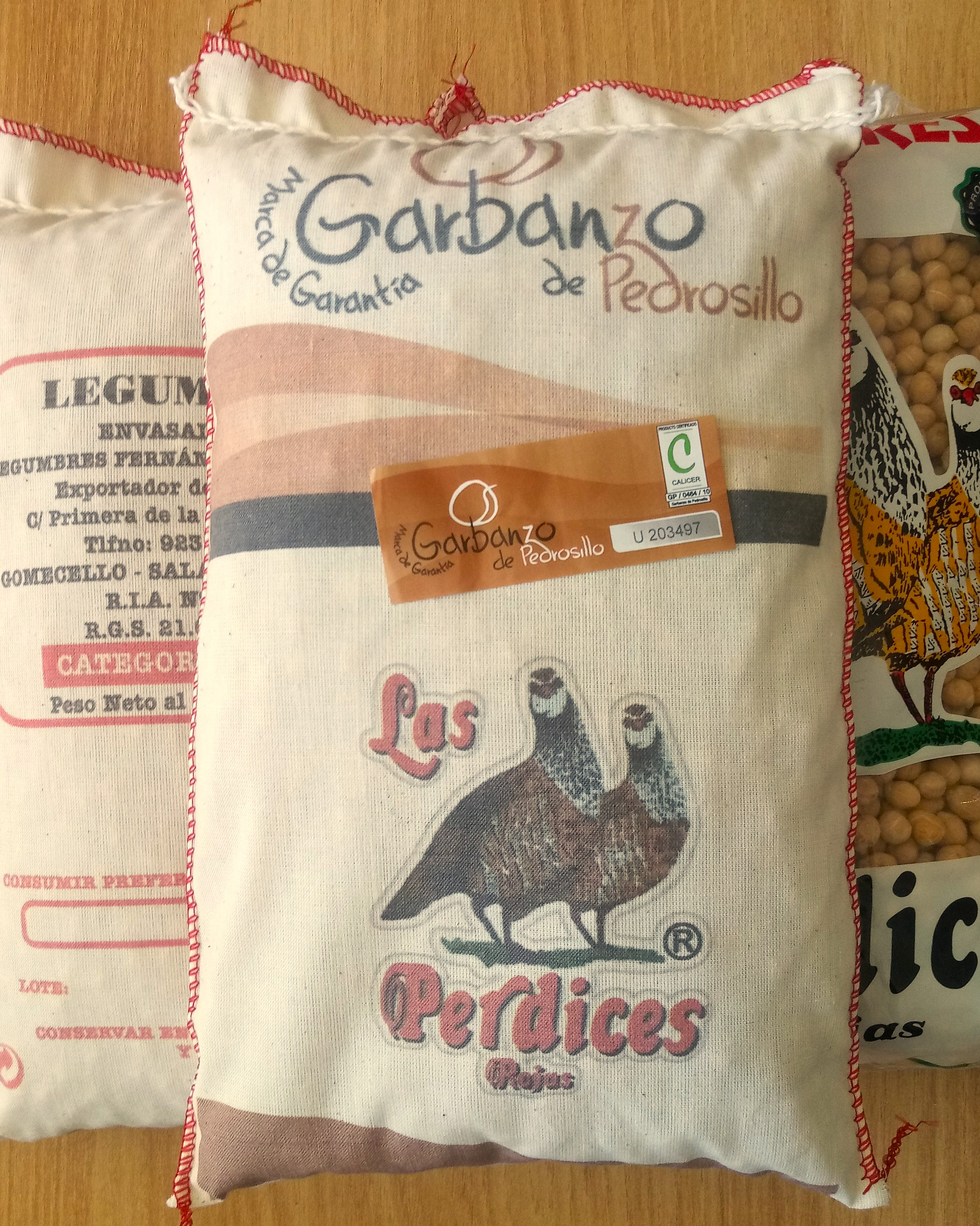
Garbanzo comercializado bajo la marca de garantía Garbanzo de Pedrosillo

### Agricultura
La principal fuente de ingresos de sus habitantes es la agricultura. Como marcas destacan la lenteja de La Armuña (reconocida con la figura de calidad de Indicación Geográfica Protegida Lenteja de la Armuña) y el garbanzo de Pedrosillo (reconocido con la figura de calidad de Marca de Garantía Garbanzo de Pedrosillo), que poseen sendos consejos reguladores para garantizar la calidad del producto y su origen en la comarca.
Ligada a estos productos y sus marcas de calidad, existe una industria de almacenamiento, envasado y comercialización en la comarca de legumbres, con empresas situadas en las localidades de Gomecello, Pedrosillo el Ralo, La Vellés, Pajares de la Laguna y Espino de la Orbada.

### Servicios
Se han desarrollado comercios y distintos servicios básicos para abastecer la vida cotidiana de los habitantes de la comarca.

## Demografía
| Gráfica de evolución demográfica de La Armuña entre 1900 y 2016                                                                                         |
| |
| Población de derecho (1900-1991) o población residente (2001) según los censos de población del INE Población según el padrón municipal de 2016 del INE |

La Armuña ha sido históricamente una comarca de pequeños municipios agrarios como se puede ver en el padrón de 1900, en el que únicamente La Vellés y Villares de la Reina superaban escasamente los 1000 habitantes. El resto de municipios rondaban entre los 300 y 700 habitantes.
Durante los años 60, 70 y 80 sufrió una fuerte emigración de su población hacia las ciudades, lo que hizo que la comarca perdiese gran parte de su población quedándose a principios de los 90 en apenas 10 000 habitantes.
Pero a partir de principios de siglo XXI ha sufrido un exponencial aumento de su población, aunque este aumento ha sido muy desigual dentro de la comarca. Este gran aumento se ha producido en algunos de sus municipios por su cercanía de Salamanca, convirtiéndose estos en pueblos dormitorio; como es el caso de Cabrerizos, Castellanos de Moriscos, Monterrubio de Armuña, San Cristóbal de la Cuesta, Villamayor o Villares de la Reina, que son los que han aumentado fuertemente su población a comiencos del siglo XXI.
Mientras tanto otra gran parte de los municipios continúan perdiendo población, algunos de ellos preocupantemente llegando a estar por debajo de los 100 habitantes como es el caso de Cabezabellosa de la Calzada, Negrilla o Valdunciel.

### Área metropolitana de Salamanca
Muchas de las localidades del sur de la comarca han visto incrementada su población debido a que constituyen el Área metropolitana de Salamanca. Sobre todo Villamayor, Villares de la Reina y Cabrerizos.